# Frísios
Os frísios ou frisões (em latim: frisii) são um grupo étnico da região costeira da Frísia, no sudeste do mar do Norte, ao longo do mar Frísio que é situado entre as ilhas Frísias e as costas neerlandesas, alemãs e dinamarquesas. Os governos dos Países Baixos e da Alemanha assinaram, ratificaram e implementaram a Convenção-Quadro para a Protecção das Minorias Nacionais do Conselho da Europa e reconheceram os frísios como uma minoria nacional dos dois países.
Os Países Baixos e a Alemanha não têm registros étnicos oficiais. Em geral, uma pessoa se identifica como frísio quando possui ligações afetivas com a Frísia e as línguas frísias: frísio ocidental (em frísio ocidental: Westerlauwersk Frysk), frísio norte ou setentrional (em frísio norte: Nordfriisk) e (uma variedade de) frísio oriental (em frísio oriental: Aast-Fräisk) que são faladas até hoje. Podemos dividir a Frísia em quatro regiões modernas onde as línguas são oficiais e faladas: a província neerlandesa Frísia, o arquipélago alemão Heligolândia e as regiões alemãs Frísia do Norte e Frísia Oriental.

Os dois países também assinaram, ratificaram e implementaram a Carta Europeia das Línguas Regionais ou Minoritárias do Conselho da Europa. Os Países Baixos incluíram frísio ocidental para proteger e desenvolver essa língua na província Frísia; a Alemanha incluiu pelas mesmas razões o frísio norte nas regiões frísias da Eslésvico-Holsácia e o frísio oriental nas regiões frísias da Baixa Saxônia. No estado federal Baixo Saxônia, só a última variedade de frísio oriental (que é Seeltersk) é falada até hoje, no município de Saterland.

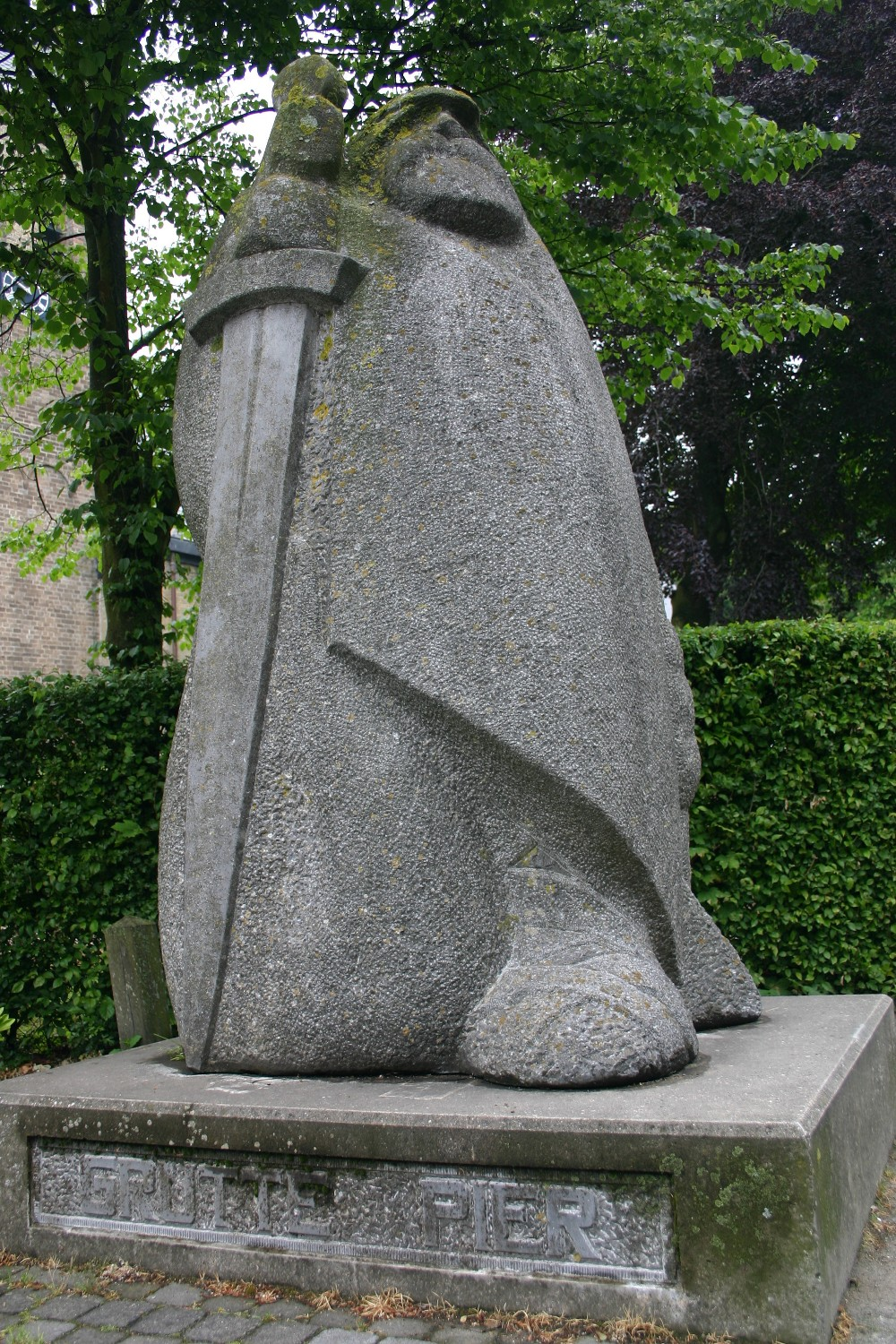
Estátua de Pier Gerlofs Donia, combatente pela liberdade frísia.

## História
Os frísios são mencionados pelo historiador romano Tácito em sua obra De Origine et situ Germanorum (c. 98). Tratava-se, ao que tudo indica, de um povo de marinheiros - o mar do Norte, da Bretanha até o leste da Dinamarca, chamava-se, à época, "mar Frísio" (em latim, mare frisia). Pequenos grupos de frísios povoaram as terras ao redor do mar e traços da colonização frísia são encontrados na Inglaterra, na Escócia, na Dinamarca, na Alemanha, na Bélgica, na França, Itália (Frison) na região de Vêneto, Vicenza, (Asiago, Enego) e nos Países Baixos.
O território dos frísios seguia a costa continental do mar do Norte desde a desembocadura do Reno até a do Ems, que era a sua fronteira oriental, segundo a Geografia de Ptolomeu. Plínio, o Velho, registra na sua Bélgica que aquele povo foi conquistado pelo general romano Nero Cláudio Druso em 12 a.C., seguindo-se diversos levantes relatados por Tácito, inclusive o dos batavos. A partir de então, a história dos frísios é obscura até o contato com os reinos merovíngio e carolíngio.
No século V, durante este período de "silêncio histórico", muitos dos frísios juntaram-se à emigração dos anglo-saxões, os quais passaram pelo território frísio para depois invadir a Grã-Bretanha; os que permaneceram no continente expandiram-se para o território recém-desocupado pelos Anglo-Saxões. Por volta do fim do século VI, os frísios ocupavam a costa até a desembocadura do Weser e continuaram a expandir-se no século VII, para Dorestad e até mesmo Bruges. Esta foi a extensão máxima do território frisão, conhecida como a Frísia Magna.
Os frísios converteram-se ao cristianismo por imposição do Reino Franco. São Vilfrido, São Vilibrordo e São Bonifácio participaram da evangelização dos frísios.
Quando os romanos chegaram, várias tribos foram localizadas na região dos Países Baixos, que residiam nas partes habitáveis mais altas, especialmente no leste e no sul. Essas tribos não deixaram registros escritos. Todas as informações conhecidas sobre elas durante este período pré-romano são baseadas no que os romanos, mais tarde, escreveram sobre as mesmas.

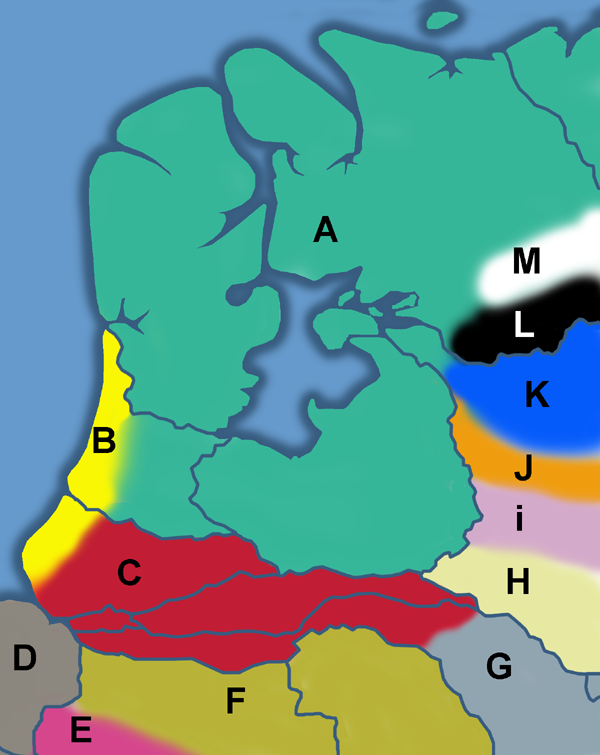
O local aproximado (hoje Países Baixos / Holanda) onde as tribos germânicas se assentaram no séc. I. Os limites exatos são desconhecidos entretanto, e H a M em particular, não devem ser considerados como representações exatas.

As tribos mostradas no mapa à esquerda são:
- A. Frísios,
- B. Caninefates,
- C. Batavos,
- D. Marsos,
- E. Toxandros,
- F. Menápios,
- G. Ampsivários,
- H. Camavos,
- I. Sicambros,
- J. Brúcteros,
- K. Tubantes,
- L. Usípetes e
- M. Tencteros.

Outros grupos tribais não mostrados neste mapa, mas associado com os Países Baixos:
- Ambianos,
- Catos,
- Catuários,
- Morinos,
- Salianos,
- Tungros e
- Úbios.